# Turza (Grande-Pologne)
Pour les articles homonymes, voir Turza.
Turza (prononciation : [ˈtuʐa]) est un village polonais de la gmina de Damasławek dans le powiat de Wągrowiec de la voïvodie de Grande-Pologne dans le centre-ouest de la Pologne.
Il se situe à environ 3 km au nord-ouest de Damasławek (siège de la gmina), 20 km à l'est de Wągrowiec (siège du powiat), et à 63 km au nord-est de Poznań (capitale de la Grande-Pologne).
Le village possédait une population de 377 habitants en 2009.

## Histoire
De 1975 à 1998, le village faisait partie du territoire de la voïvodie de Piła.

Depuis 1999, Turza est situé dans la voïvodie de Grande-Pologne.